# A szabadság fantomja
A szabadság fantomja (eredeti cím: Le fantôme de la liberté) egy 1974-ben bemutatott francia film. Buñuel utolsó előtti alkotása, melyet 73 évesen forgatott.

## Történet
A különféle, logikailag össze nem kapcsolódó szatirikus, abszurd jelenetekből áll a szürrealista film. A filmben nincs főszereplő, az előző jelenet egyik mellékszereplője viszi mindig tovább a cselekményt. Az eseménylánc 1814-ben indul a spanyol királyság Napóleon kiűzetését követő restaurációjával és hamarosan a jelenbe vált át. A laza történetváz epizodikus darabjai ízekre szedik a polgári világrendet. A cukros bácsitól kapott képeslapokon szereplő építményeket obszcénnak látva botránkoznak meg a szülők az egyik jelenetben. A másikban egy haldokló apját meglátogató nő kártyapartnereivé dohányos szerzetesek lesznek, akik egy konyakra invitálás során szadista vendéglátóik perverziójának lesznek szemtanúi. A vendégváró család a szobában vécécsészékre ülteti vendégeit, míg az ételt bezárkózva, magányosan kell elfogyasztaniuk. Egy tökéletesen kigondolt világba becsempészett őrültek, apró, oda nem illő részletek egy alapjaiban kiforgatott, konvencionális társadalmi rendet tesznek nevetségessé.

## Szereplők
| Szerep               | Színész                  | Magyar hang (1. szinkron, 1978) | Magyar hang (2. szinkron, 2009) |
| -------------------- | ------------------------ | ------------------------------- | ------------------------------- |
| Foucauld úr          | Jean-Claude Brialy       | N/A                             | Czvetkó Sándor                  |
| Madame Foucauld      | Monica Vitti             | N/A                             | Kiss Erika                      |
| Foucauld-ék cselédje | Muni                     | N/A                             | Némedi Mari                     |
| Nővér                | Milena Vukotic           | N/A                             | Biró Anikó                      |
| Fiatal szerzetes     | Guy Montagné             | N/A                             | Vári Attila                     |
| Raphaël atya         | Bernard Musson           | N/A                             | Várday Zoltán                   |
| Nagynéni             | Hélène Perdrière         | N/A                             | Andresz Kati                    |
| François, unokaöcs   | Pierre-François Pistorio | N/A                             | Előd Botond                     |
| Kalaposmester        | Michael Lonsdale         | N/A                             | Rosta Sándor                    |
| Legendre             | Jean Rochefort           | N/A                             | Kőszegi Ákos                    |
| Legendre orvosa      | Adolfo Celi              | N/A                             | Kapácsy Miklós                  |
| Madame Legendre      | Pascale Audret           | N/A                             | Szabó Gertrúd                   |
| Fogadós              | Paul Frankeur            | N/A                             | N/A                             |
| Nő feketében         | Adriana Asti             | N/A                             | Árkosi Kati                     |
| Temetőgondnok        | Marius Laurey            | N/A                             | Bácskai János                   |
| 1. rendőrprefektus   | Julien Bertheau          | N/A                             | Sörös Sándor                    |
| 2. rendőrprefektus   | Michel Piccoli           | N/A                             | Kapácsy Miklós                  |

## Külső hivatkozások
- A szabadság fantomja a PORT.hu-n (magyarul)
- A szabadság fantomja az Internetes Szinkronadatbázisban (magyarul)
- A szabadság fantomja az Internet Movie Database-ben (angolul)
- A szabadság fantomja a Rotten Tomatoeson (angolul)
- A szabadság fantomja a Box Office Mojón (angolul)